# السحر (فلم 1996)
السحر (بالفرنسية: Le magique) هو فيلم دراما تونسي صدر سنة 1996 وأخرجه عز الدين المليتي. اختير الفيلم ليكون الترشيح الرسمي لدولة تونس بخصوص جائزة الأوسكار لأفضل فيلم بلغة أجنبية في حفل توزيع جوائز الأوسكار الثامن والستون، لكنه لم يدخل ضمن القائمة النهائية الخاصة بالجائزة.

## طاقم التمثيل
- أحمد شبيل في دور دياني.
- عز الدين المليتي في دور والد سيزار.
- مهدي صفار في دور سيزار.
- كمال التواتي بدور والد دياني.

## روابط خارجية
السحر (فيلم 1996) على موقع IMDb (الإنجليزية)
- السحر (فيلم 1996) على موقع قاعدة بيانات الفيلم (الإنجليزية)
- السحر (فيلم 1996) على موقع ليتربوكسد (الإنجليزية)
- السحر (فيلم 1996) على موقع كينوبويسك (الروسية)